# John Moffitt (atleta)
John Moffitt (Winnsboro, 12 dicembre 1980) è un ex lunghista statunitense, vincitore di una medaglia d'argento ai Giochi olimpici di Atene 2004.

## Palmarès
| Anno | Manifestazione  | Sede     | Evento         | Risultato | Prestazione | Note |
| ---- | --------------- | -------- | -------------- | --------- | ----------- | ---- |
| 2004 | Giochi olimpici | Atene    | Salto in lungo | Argento   | 8,47 m      |      |
| 2008 | Mondiali indoor | Valencia | Salto in lungo | 20º (q)   | 7,17 m      |      |

## Altre competizioni internazionali
2004
- Bronzo alla World Athletics Final ( Monaco), salto in lungo - 8,05 m

2007
- 7º alla World Athletics Final ( Stoccarda), salto in lungo - 7,72 m